# Gris
Gris, svin, tamsvin är den domesticerade formen av vildsvin, kategoriserad antingen som arten Sus domestica eller underarten Sus scrofa domestica. Grisen är ett allätande, partåigt hovdjur som främst hålls för produktion av fläskkött. Grisen är ett av de äldsta husdjuren och förekom domesticerat omkring år 9 000 f.Kr i Anatolien och Kina.
Hanen kallas galt (tidigare också fargalt och orne), honan kallas sugga eller so, gylta kallas en gris som fött ungar högst en gång. Gris var ursprungligen namnet på svinets ungar, och när en sugga föder kallas det att hon grisar. Numera kallas ungar hos svin kultingar (rotbesläktat med kalv). En gris i kullen som växer sämre än de andra kallas för pelle. Nosen kallas tryne och svansen kallas knorr (efter sin vanligen rundade form).
Förutom för köttproduktion används grisar för att leta efter tryffelsvampar, särskilt i Frankrike. Så kallade minigrisar hålls som sällskapsdjur.

## Systematik
Tamgrisen kategoriseras oftast som underart av vildsvinet. Vildsvinet fick sitt vetenskapliga namn Sus scrofa av Carl von Linné 1758, och av detta följer att det formella namnet för tamgris är Sus scrofa domesticus. Dock klassificerade Johann Christian Polycarp Erxleben 1777 tamgrisen som egen art och gav den det vetenskapliga namnet Sus domesticus som fortfarande används av vissa auktoriteter. Exempelvis kategoriserar American Society of Mammalogists den som en egen art.

## Biologi

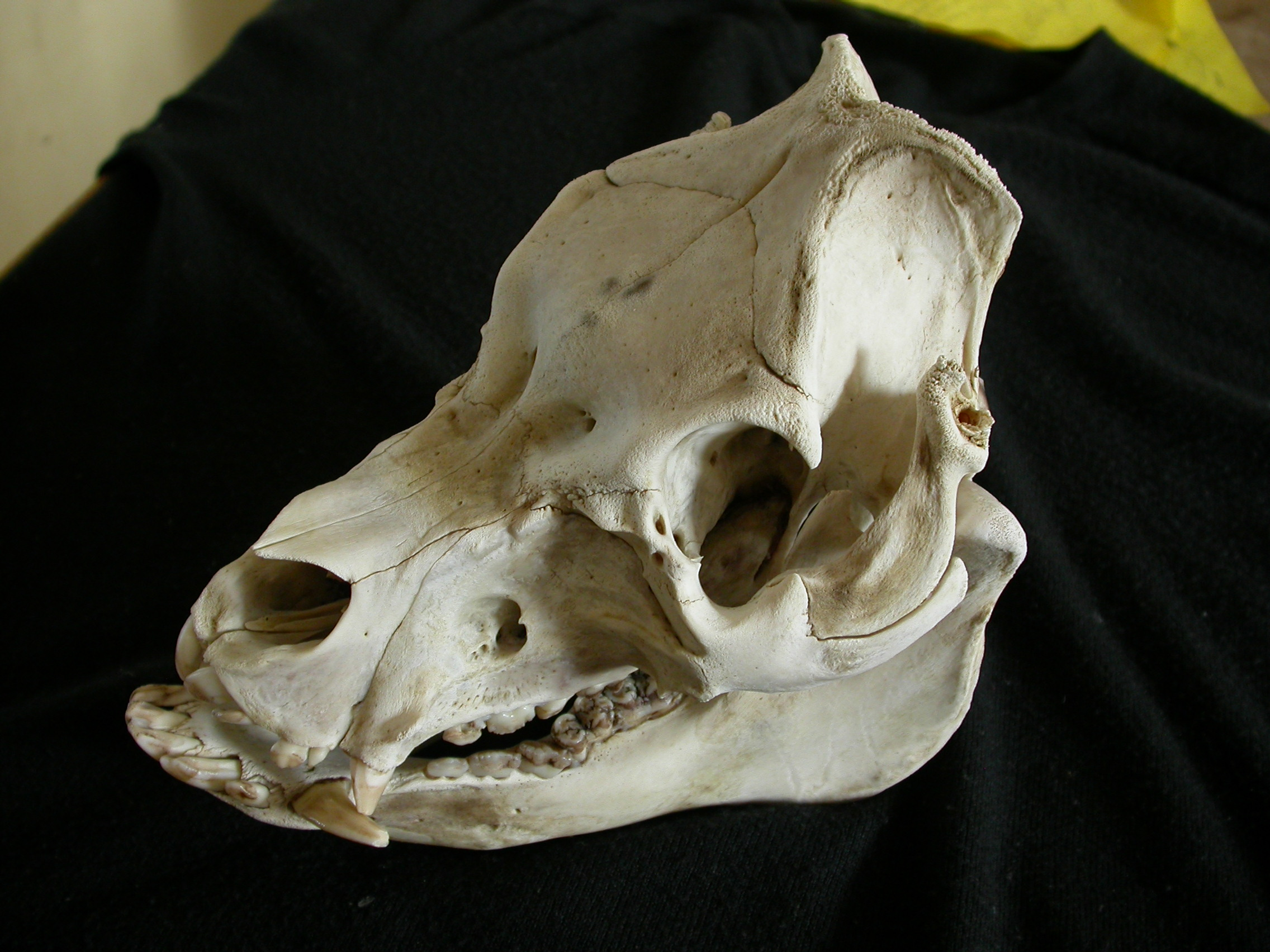
Skalle

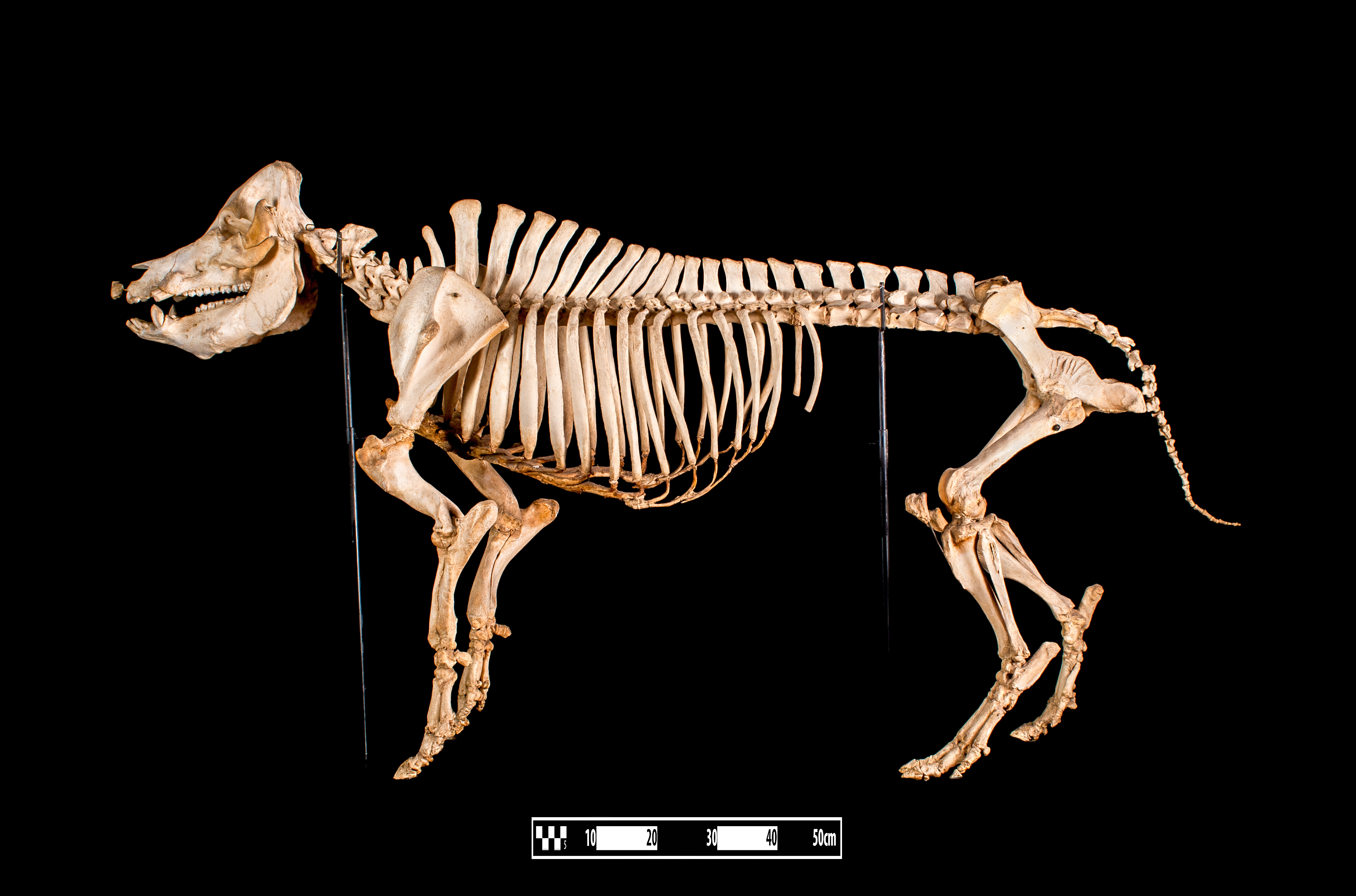
Skelett

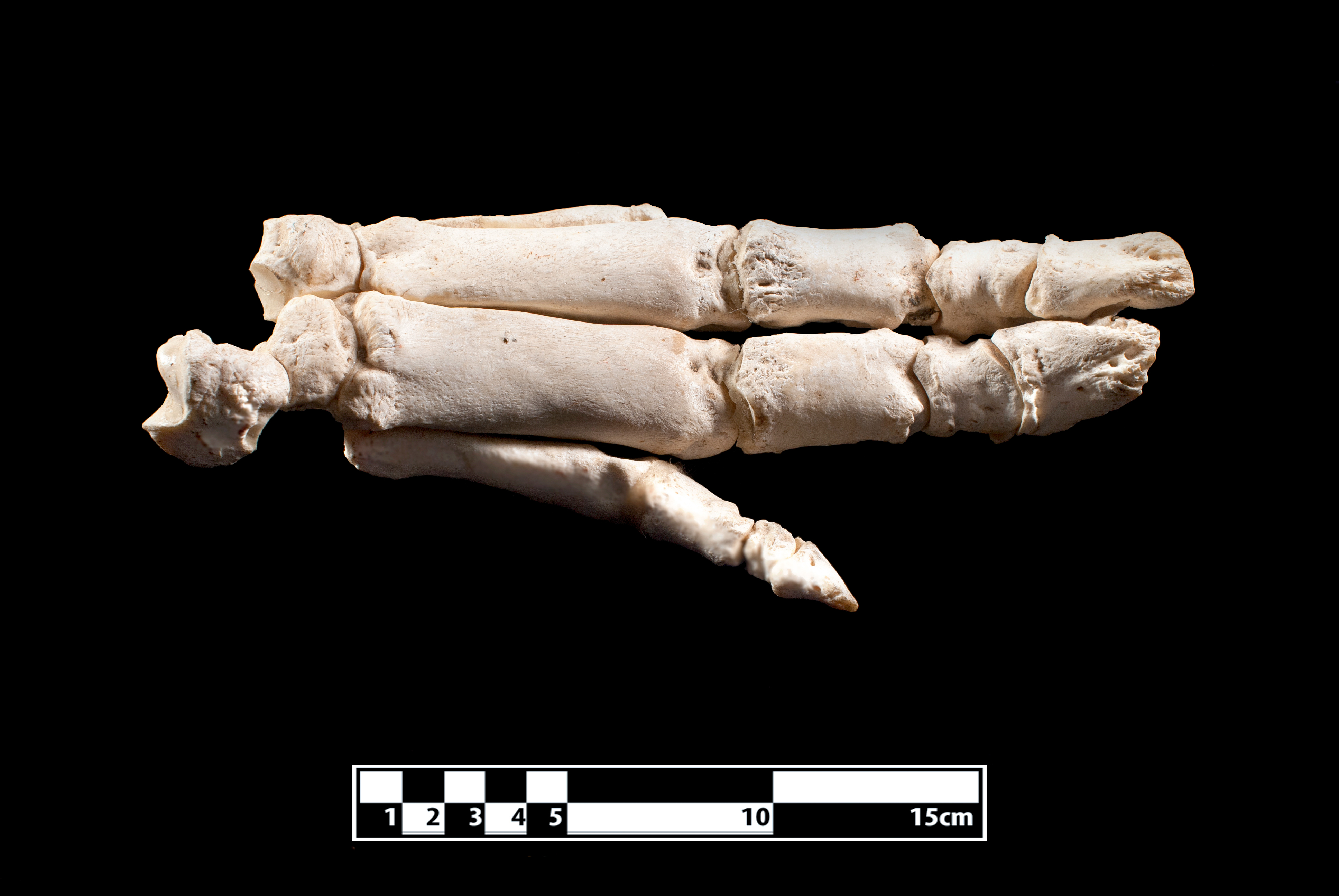
Fot

Tamgrisen har vanligtvis ett stort och kraftigt huvud, med lång nos som kallas tryne och är förstärkt med ett speciellt prenasalt ben och en skiva brosk i spetsen. Trynet används för att gräva i jorden vid födosök och är ett mycket kännsligt sinnesorgan. tandformeln för vuxna grisar är 3.1.4.33.1.4.3, vilket ger totalt 44 tänder. De bakre tänderna är anpassade för att krossa. Hos hanen kan hörntänderna utvecklas till betar, som kontinuerligt växer och vässas genom att ständigt slipas mot varandra.
Den har fyra klövförsedda tår på varje fot, där de två större centrala tårna bär merparten av vikten, medan de två yttre främst används på mjukt underlag.
De flesta grisar har glest borst som täcker huden, även om ulliga raser som Mangalitsa förekommer.
Grisar har både apokrina och merokrina svettkörtel, även om de senare verkar vara begränsade till trynet och dorsonasala området. Som hos andra "hårlösa" däggdjur (som elefanter, noshörningar och mullvadsråttor), använder inte grisen termiska svettkörtlar för att kyla kroppen. Grisar har också sämre förmåga än många andra däggdjur att avleda värme med de våta slemhinnorna i munnen genom att flämta. Deras termoneutrala zon är 16 till 22°C. Vid högre temperaturer svalkar sig grisar genom att vältra sig i lera eller vatten via evaporativ kylning, även om beteendet också kan tjäna andra funktioner, som skydd mot solbränna och ektoparasiter och för att doftmarkera.
Grisar är en av bara fyra kända däggdjursarter som har mutationer i nikotinacetylkolinreceptorn som skyddar mot ormgift. Mungos, honungsgrävling, igelkott och grisar har alla förändringar av receptorfickan vilket förhindrar ormgiftet α-neurotoxin från att bindas. De representerar fyra separata, oberoende mutationer som utvecklats genom parallell evolution.
Grisar har små lungor i förhållande till kroppsstorlek och är därför mer mottagliga än andra tama djur för dödlig bronkit och lunginflammation.

## Historia
Grisen är ett av de äldsta husdjuren och förekom domesticerat omkring år 9 000 f.Kr i Anatolien och Kina.
Utvecklingen av tamsvinsraser inleddes först under senare delen av 1800-talet och de flesta raser utvecklades under 1900-talet.[källa behövs]
Förr drevs grisar i Centraleuropa in i skogarna så att de kunde äta ek- och bokollon. På så sätt blev grisarnas kött särskilt lämpligt för rökning, men suggorna parade sig ofta med galtar av vildsvin och skillnaden mellan tam- och vildsvin var nästan obefintlig. Denna praxis används idag fortfarande i södra Spanien och Portugal för rasen svart iberiskt svin.

## Förekomst och indelning
Antalet grisar i världen ökade mycket under 1900-talet, i takt med att efterfrågan på fläskkött ökade. Omkring början på 1960-talet föddes något över 400 miljoner grisar upp per år. 1980 var den siffran cirka 800 miljoner. På 2010-talet föddes i snitt över 900 miljoner upp per år. Nästan hälften av världens grisar finns i Kina. Sett till enskilda länder är USA det land som har näst flest grisar, men sammantaget har Europa (eller EU i statistik) fler grisar än USA. 
Det finns omkring 600 raser av tamsvin i världen. Om etablerade avelslinjer (särskilda raskorsningar för köttproduktion) medräknas finns det cirka 730 raser och avelslinjer . Flest lokala raser, 227 stycken, finns i Asien, varav nära hälften från Kina. I Europa och Kaukasus finns 200 lokala raser. Latinamerika och Karibien har 61, Afrika 55, sydvästra Stillahavs-området 15 och Nordamerika 10 lokala raser. Främre Orienten och Mellanöstern har en lokal ras. Bara 33 raser betraktas som internationella (förekommer i många delar av världen). Utöver dessa raser är ytterligare 69 numera utdöda raser av tamsvin kända. Över 100 lokala raser är sårbara eller hotade.
För exempel på några raser, se svinraser.

### Officiell statistik om grisar
| Land           | Antal                                                         |
| Kina           | 470 miljoner                                                  |
| USA            | 66 miljoner                                                   |
| Tyskland       | 27 miljoner                                                   |
| Danmark        | 13 miljoner                                                   |
| Nederländerna  | 12 miljoner                                                   |
| Belgien        | 6,3 miljoner                                                  |
| Storbritannien | 4,4 miljoner                                                  |
| Sverige        | 1,5 miljoner                                                  |
| Finland        | 1,3 miljoner                                                  |
| Turkiet        | 1,2 miljoner                                                  |
| Europa         | 190 miljoner                                                  |
| Hela världen   | 960 miljoner                                                  |
|                | Källa FAOSTAT 2011, FN:s livsmedels och jordbruksorganisation |

I Eurostats databas publiceras statistik om antal grisar i Europa under kategorin Agriculture och underkategorin Regional Agriculture Statistics. I FAO:s databas publiceras statistik om antal grisar i världen under kategorin Production och underkategorin Live Animals.

#### Antal tamgrisar i Sverige
På Jordbruksverkets webbplats publiceras årligen statistik om antalet grisar i Sverige i det Statistiska meddelandet om husdjur.
I Sverige fanns det som flest grisar år 1980, då antalet djur översteg 2 600 000. År 2007 hade denna siffra sjunkit till cirka 1 500 000. I juni 2023 fanns det 1 266 000 grisar i Sverige.

### Förvildade tamgrisar
I olika delar av världen har tamgrisar rymt eller släppts ut från gårdsbesättningar. Dessa grisar har i bland annat Nordamerika och Australien etablerat vilda grupperingar, med eller utan extra inkorsning med vildsvin. På Galápagosöarna kategoriseras förvildade grisar som ett stort hot mot den inhemska faunan, vilket även gäller många förvildade eller halvvilda besättningar på andra öar.

## Svinskötsel

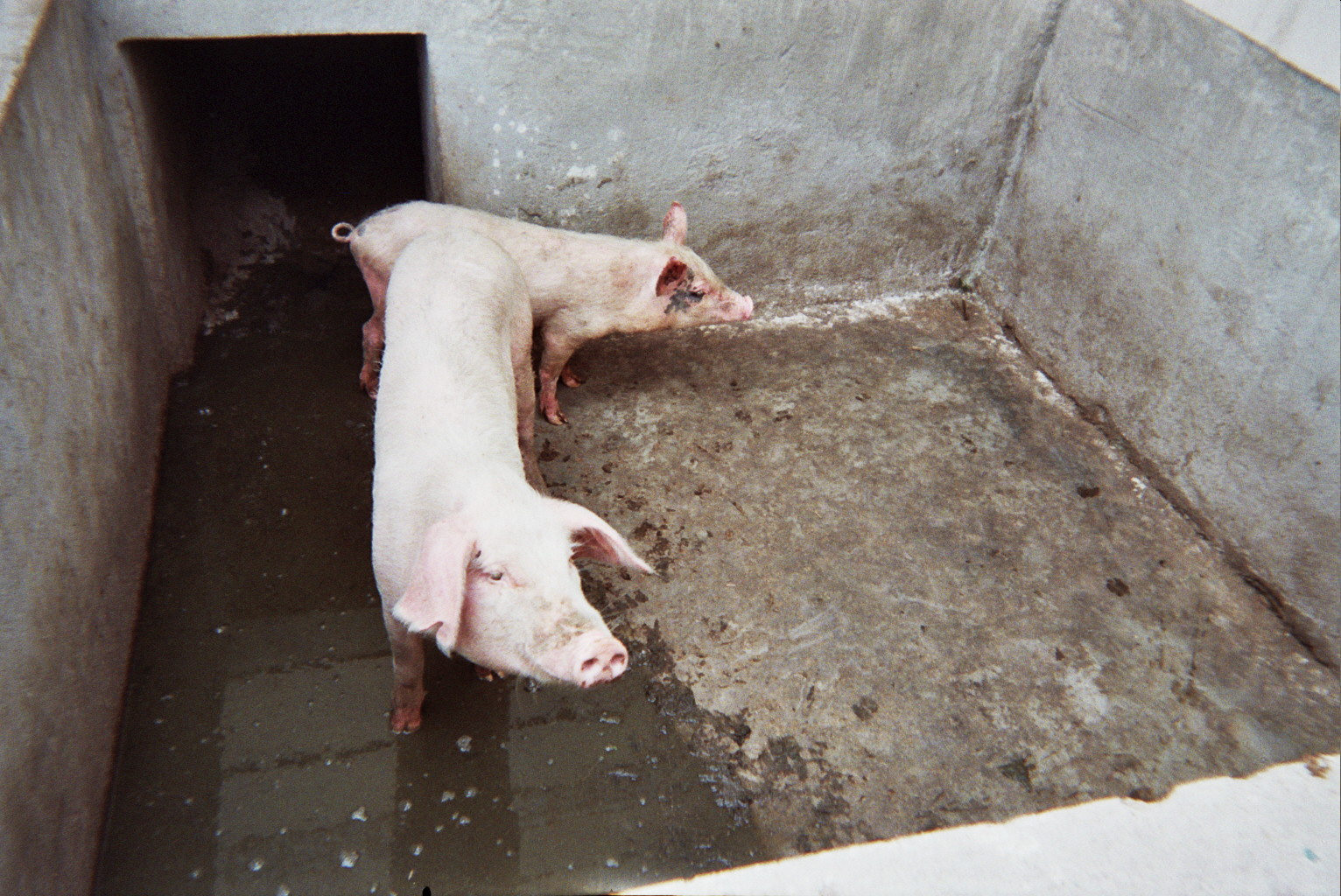
Grisar på ett kollektivjordbruk i Nordkorea

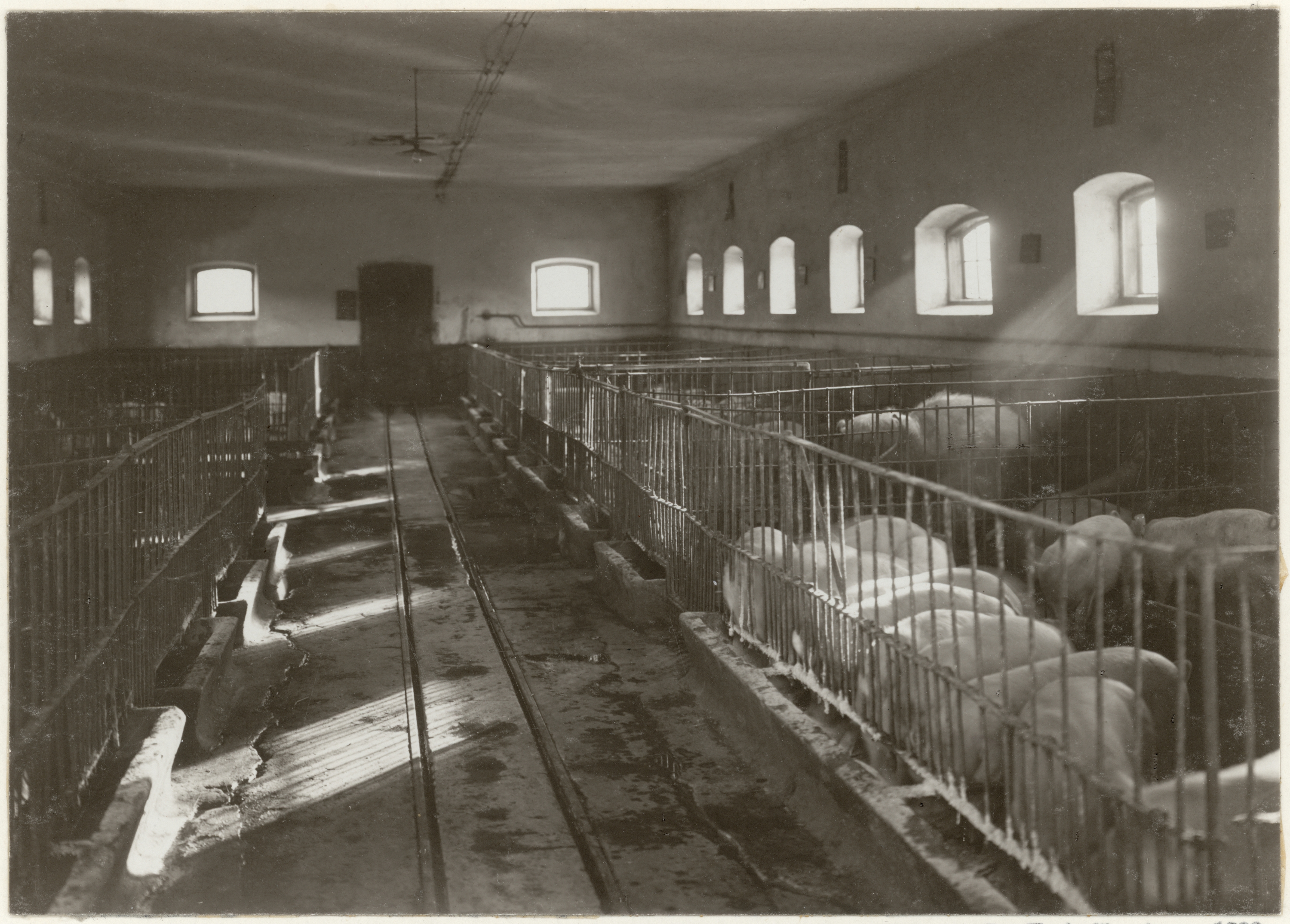
Interiör från svinhus, Bjärka-Säby slott, Östergötland, 1911.

Svinskötsel, svinavel, svinuppfödning, är uppfödning av tamsvin, framför allt för griskött, men också för industrifett, ister och svinläder.
De flesta grisar föds upp i Europa och Kina. De ges varierat foder, ibland avfall från livsmedelsindustri och hushåll. Unggaltar brukar kastreras för att undvika lukt vid tillagning – den så kallade galtlukten – men även honor kan lukta. Galtlukten uppkommer på grund av två hanliga hormoner, androstenon och skatol. Kastreringen är smärtsam och har varit omdebatterad, idag finns ett "vaccin" – immunokastrering – som ges två gånger under uppfödningstiden. Grisen vaccineras med en motsvarighet till tillväxthormonet GnRH som verkar genom att minska androstenon så att skatolet hinner brytas ned i levern, vilket gör att lukten inte uppkommer. I de flesta länder klipper man svansen, så kallad svansklippning eller svanskupering, för att de inte ska bita av varandras svansar, men i vissa länder, exempelvis i Sverige, är detta förbjudet.

### Hälsa

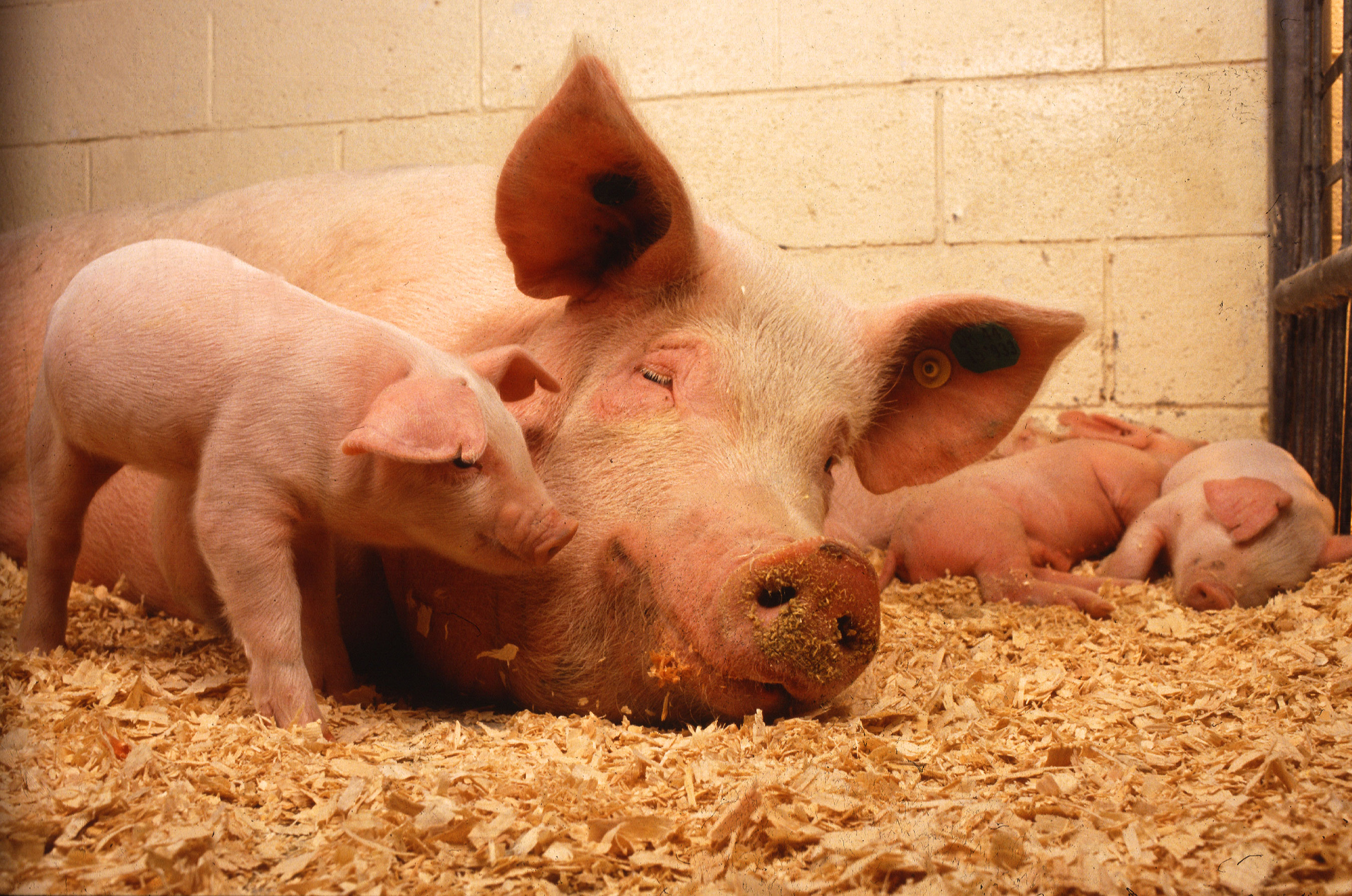
Gris med kultingar.

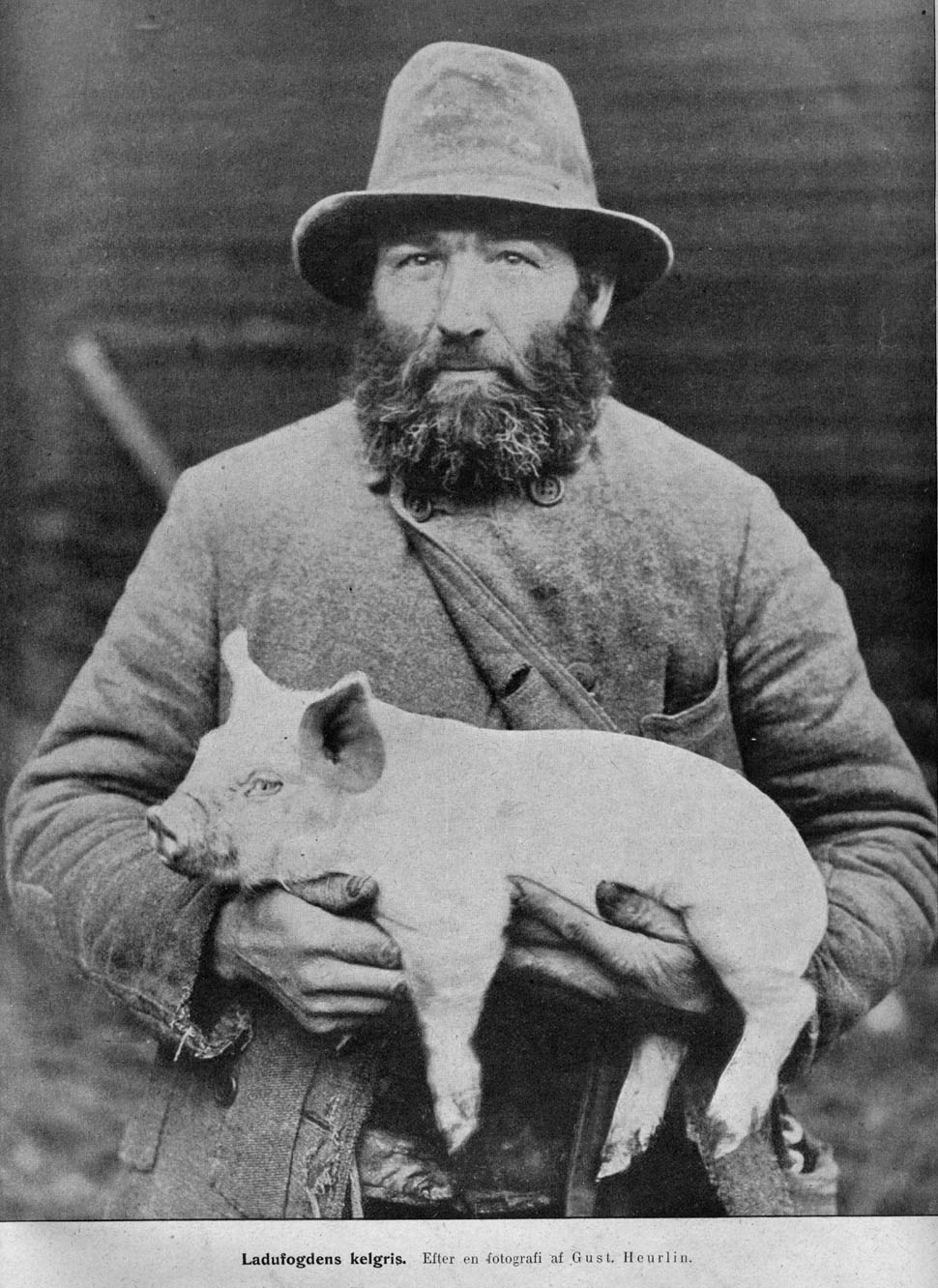
Svensk grisbonde med kulting 1909.

De utvecklar liknande hjärtsjukdomar och sjukdomar hos blodcirkulationssystemet som människor, varför de ofta används som försöksdjur. Grisen som organdonator för människan är ännu ett forskningsområde medan grisens roll som insulin-producent för behandling av diabetes har ersatts av andra metoder. Även köttets struktur liknar strukturen hos människans  varför nyslaktade grisar används inom rättsmedicin för att studera sår från skjut- och stickvapen.
Grisar hålls ofta i stora besättningar och en sjukdom kan spridas snabbt. Vanliga typer av sjukdomar är tarminfektioner och luftvägsinfektioner, medan ovanligare symptom, som skaksjuka kan bero på virusinfektioner som påverkat centrala nervsystemet.
Olika former av svinpest samt mul- och klövsjuka är bland de allvarliga och smittsamma sjukdomar som drabbar gris. Dessa sjukdomar är ovanliga i Sverige och kontrolleras i lag, men är spridda i många länder och därför ett ständigt hot. Exempelvis är PRRS mycket utbrett i Danmark, men ett utbrott i Sverige stoppades 2008.
Människor kan bli sjuka av att äta fläskkött med vissa typer av smitta där djuret bara varit bärare utan symptom. Salmonella och trikiner är några exempel bakom rekommendationen att tillaga fläskkött väl. Svininfluensa är en annan typ av sjukdom som kan spridas till människan efter mutation.

### Slaktsvin
Grisar är viktiga inom köttproduktionen eftersom de växer snabbt, och uppemot 75 procent av vikten kommer till nytta. En gris väger cirka 1,5 kilo vid födseln, samt cirka 115 kilo vid slakt vid 6–7 månaders ålder (Sverige), eller 100 kilo vid slakt vid cirka 4,5 månaders ålder (Finland).
Kött från gris kallas fläskkött eller specifikt efter styckningsdetalj, till exempel karré eller skinka.

## Grisar i kulturen
Judendom och islam betraktar svinet som ett orent djur (haram), medan det snarare har motsatt status inom den germanska kulturkretsen. Trots detta är dock orden gris eller svin en vanlig förolämpning på germanska språk, fastän även positiva omdömen kan innehålla sammansättningar med gris, till exempel gullegris. Att grisen har så olikartad symbolik beror på att tamsvinet hade en central betydelse i det europeiska bondesamhället, medan andra civilisationer företrädesvis födde upp andra djur.
I den nordiska mytologin förekommer därför grisar med en helt annan symbolisk innebörd än vad de har inom andra kulturer. Gudinnan Freja i den nordiska mytologin hade Syr (forngerm. för sugga) som tillnamn. Grisen Särimner slaktades varje natt och återuppstod. Det är dock inte bara den gamla germanska kulturen som haft grisar som gudomar. Kelterna hade en svingudinna, Ceridwen, som representerade visheten, och på Kanarieöarna var grisen en regngud.
Som symbol har grisen använts länge. Inom kinesisk astrologi är grisen det tolfte och sista djuret av de tolv zodiakdjuren. I det gamla Egypten var en sugga som åt sina kultingar en symbol för stjärnornas dagliga återfödelse. På Malta finns en avbildning från yngre stenåldern föreställande en ammande sugga med tretton kultingar. Enligt legenden skulle Aeneas, Julius Caesars påstådda förfader och Roms grundare, finna en ammande sugga med trettio kultingar som ett tecken att han funnit Latium. En antik romersk staty som anspelar på denna legend finns på Glyptoteket i Köpenhamn.
Även inom heraldiken finns grisar. Ätterna Svinhufvudsläkten förde ett grishuvud som vapen, och så även vissa av de svenska släkter som hetat Grijs. En släkt Gris har givit stadsdelen Grisbacka i Umeå sitt namn.
Inom skönlitteraturen förekommer ofta grisar. Sagan om Tre små grisar framställer djuret som oskyldigt och hotat; på ett likartat sätt framställs huvudpersonen i barnboken Fantastiska Wilbur (Charlotte's Web) av E.B. White från 1952, där titelfiguren är en smart spindel som räddar den värnlösa grisen Wilbur från att bli slaktad. I George Orwells Djurfarmen får grisen Napoleon däremot symbolisera tyranni och diktatur, dock är antagonisten Snowball också en gris.